# Janenschia robusta
La janenschia (Janenschia robusta) è un dinosauro erbivoro appartenente ai sauropodi. Visse nel Giurassico superiore (Titoniano, circa 145 milioni di anni fa) e i suoi resti fossili sono stati ritrovati in Africa orientale (Tanzania). Da alcuni paleontologi è considerato il più antico titanosauro.

## Descrizione
Questo dinosauro è noto per una varietà di resti postcranici, che includono alcune vertebre caudali caratteristiche e ossa delle zampe particolarmente robuste. Lungo circa 15 metri, questo dinosauro era dotato di un corpo robusto e sorretto da massicce zampe colonnari; è probabile che l'aspetto fosse piuttosto simile a quello di Camarasaurus, del Giurassico americano.

## Classificazione

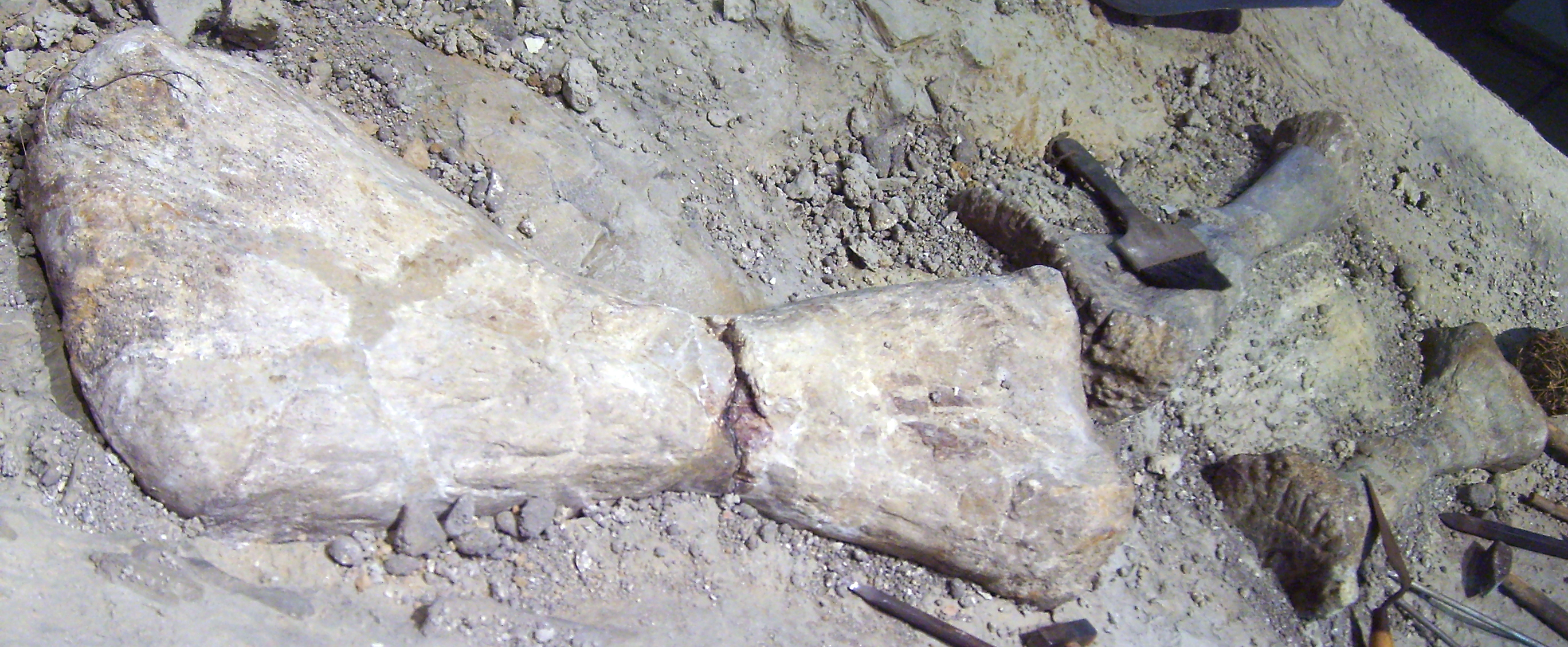
Fossili di Janenschia robusta

Questo dinosauro è stato descritto per la prima volta da Eberhardt Fraas nel 1908 con il nome di Gigantosaurus robustus. Durante le campagne di scavo tedesche in Tanzania, infatti, molti resti di sauropodi vennero descritti come nuove specie di un genere europeo noto per frammenti, Gigantosaurus. Successivamente i resti di G. robustus vennero attribuiti a un nuovo genere, Tornieria, insieme ad altre specie come T. africana e T. gracilis. Le affinità di Tornieria ricadevano però tra i diplodocidi, i grandi sauropodi dalla lunghissima coda a frusta come Diplodocus e Apatosaurus, mentre la specie T. robusta non sembrava appartenere a questo gruppo. Le vertebre caudali, infatti, possedevano un'articolazione cava anteriormente (procele) e ricordavano quelle dei titanosauri, un grande gruppo di sauropodi diffuso nel Cretaceo. 
Fu quindi Rupert Wild, nel 1991, a ridescrivere i resti e ad attribuirli a un nuovo genere, Janenschia appunto, che venne considerato il più antico fra i titanosauri. In ogni caso, ulteriori studi hanno portato a considerare Janenschia un sauropode più primitivo, forse un rappresentante basale dei Macronaria. Il nome Janenschia si riferisce a Werner Janensch, che all'inizio del '900 partecipò e condusse le spedizioni tedesche in Africa orientale.